# الممتلكات الوطنية

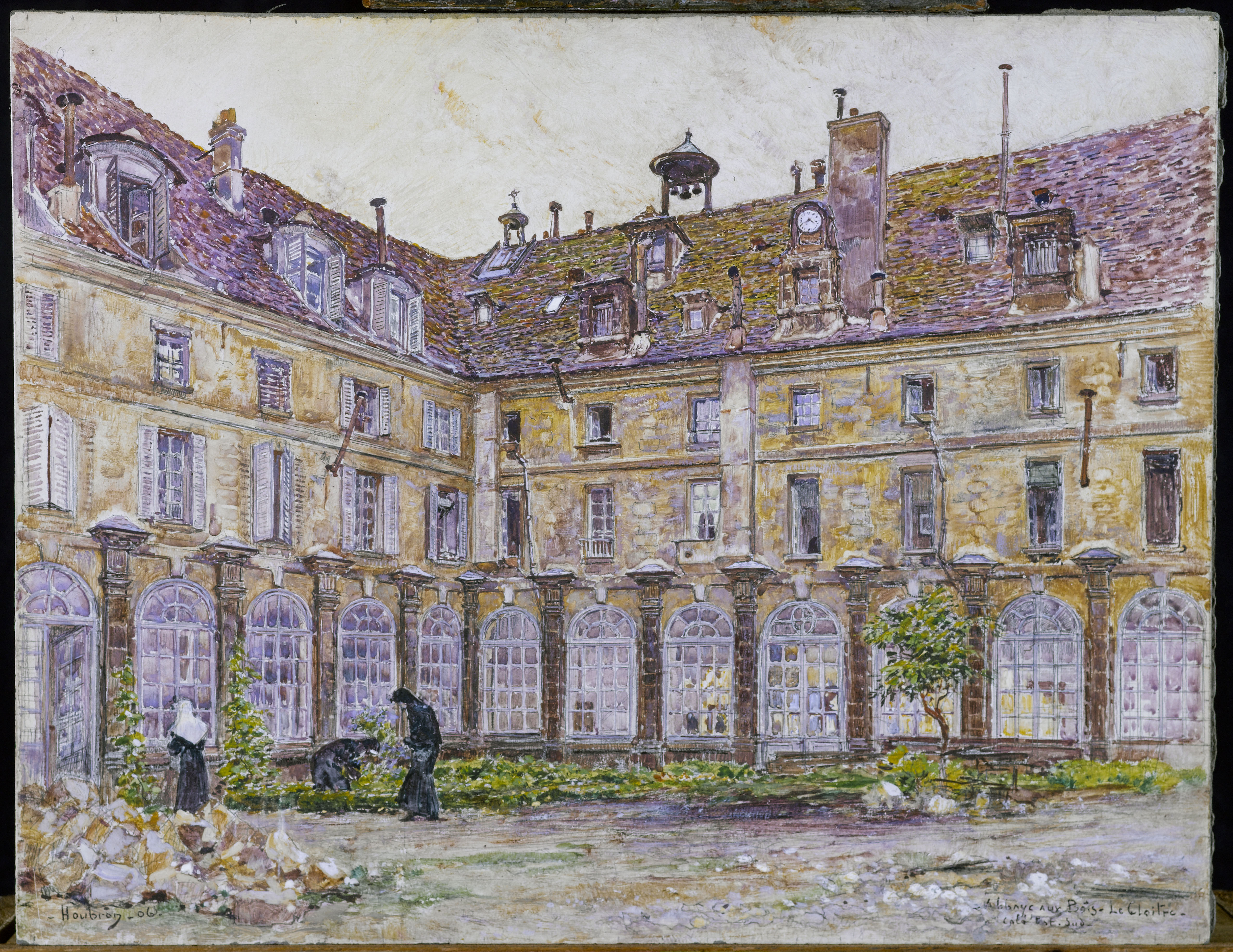
لوحة لكنيسة دير أو بوا، التي تم الاستيلاء عليها من قبل الحكومة الثورية باعتبارها ملكية وطنية، وتم تحويلها إلى سجن، قبل هدمها في عام 1907.

الممتلكات الوطنية (بالفرنسية: biens nationaux) هي الممتلكات التي تمت مصادرتها أثناء الثورة الفرنسية من الكنيسة الكاثوليكية والملكية والمهاجرين والمشتبه بهم في الثورة المضادة من أجل "مصلحة الأمة".
أُعلنت ممتلكات الكنيسة الكاثوليكية الرومانية ملكيةً وطنيةً بموجب مرسوم 2 نوفمبر 1789. وبيعت هذه الممتلكات لحل الأزمة المالية التي أدت إلى الثورة. وفي وقت لاحق، حظيت ممتلكات التاج بنفس المعاملة.
وقد امتد مفهوم الملكية الوطنية في وقت لاحق ليشمل ممتلكات المهاجرين والمشتبه بهم من الثوريين المضادين، والتي تمت مصادرتها اعتبارًا من 30 مارس 1792، وبيعها بعد المرسوم الصادر في 27 يوليو.

## العملة الجديدة

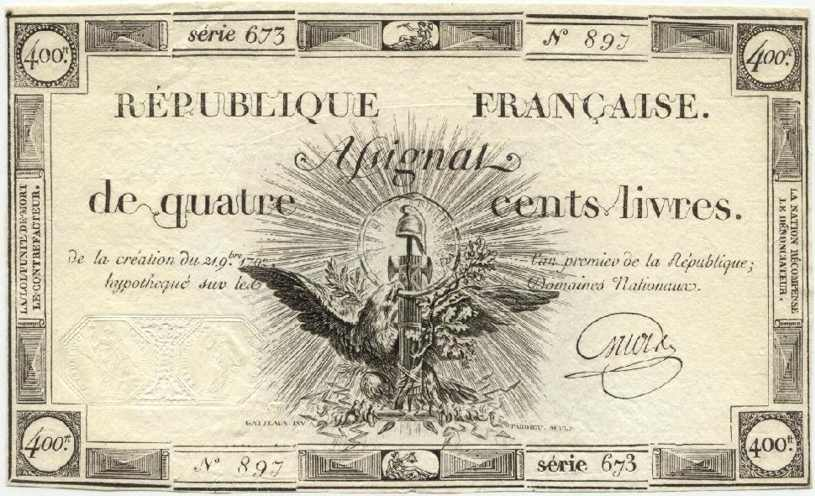
تكليف بقيمة 400 جنيه، صدر في 24 سبتمبر 1792، السنة الأولى للجمهورية